# Estação Manuel de Jesús Abreu Galvan
A Estação Manuel de Jesús Abreu Galvan é uma das estações do Metrô de Santo Domingo, situada em Santo Domingo, entre a Estação Horacio Vásquez e a Estação Eduardo Brito. Administrada pela Oficina para el Reordenamiento del Transporte (OPRET), faz parte da Linha 2.
Foi inaugurada em 1º de abril de 2013. Localiza-se no cruzamento da Avenida Padre Castellanos com a Rua Julio de Peña Valdez.